# Saulmory-Villefranche
Saulmory-Villefranche (até 2017: Saulmory-et-Villefranche) é uma comuna francesa na região administrativa de Grande Leste, no departamento de Meuse. Estende-se por uma área de 6,85 km². Em 2010 a comuna tinha 86 habitantes (densidade: 12,6 hab./km²).